# Giuseppe Farina
Emilio Giuseppe „Nino“ Farina (* 30. Oktober 1906 in Turin; † 30. Juni 1966 in Aiguebelle) war ein italienischer Automobilrennfahrer und der erste Formel-1-Weltmeister der Geschichte.

## Karriere
Nino Farinas Vater war der Unternehmer Giovanni Farina, der ab 1906 in Turin das Karosseriebauunternehmen Stabilimenti Farina betrieb. Sein Onkel – der Bruder seines Vaters – war Battista „Pinin“ Farina, dessen Betrieb Pininfarina ebenfalls in der Automobilindustrie engagiert war. Nino Farina war gelernter Wirtschaftswissenschaftler und führte zusammen mit seinem Bruder Attilio ab 1946 bis zu deren Liquidation 1953 die Stabilimenti Farina.

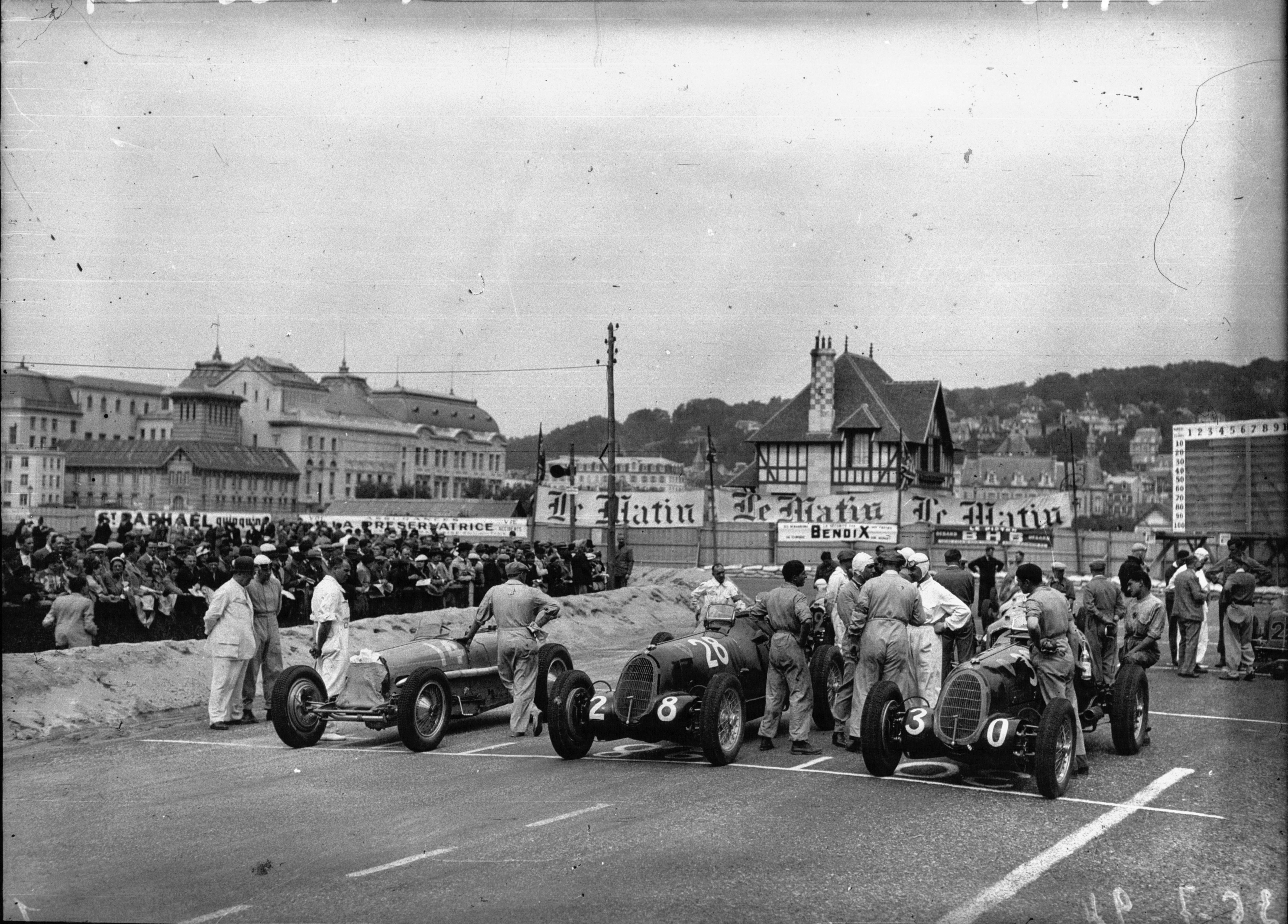
Nino Farinas Wagen mit der Nr. 28 (Mitte) beim Grand Prix de Deauville 1936

Nino Farina begann seine Rennfahrerkarriere 1933 mit einem Alfa Romeo und wurde 1936 Mitglied in deren Werksteam. Die Dominanz der deutschen Marken Mercedes-Benz und Auto Union verhinderte Erfolge in der Grand-Prix-Klasse, doch in der hubraumschwächeren Voiturette-Klasse (vergleichbar mit der späteren Formel 2) erzielte er einige Siege. Nach dem Zweiten Weltkrieg bestritt er Rennen in einem privaten Maserati und gewann unter anderem den Grand Prix von Monaco 1948.
1950 schloss sich Farina dem Alfa-Romeo-Team an, zu dem auch Luigi Fagioli und Juan Manuel Fangio gehörten, sodass vom „Team der drei großen Fs“ gesprochen wurde. Mit drei Grand-Prix-Siegen sicherte er sich 1950 vor Juan Manuel Fangio die erste überhaupt ausgetragene Formel-1-Weltmeisterschaft. Seinen letzten Grand-Prix-Sieg feierte Farina 1953 im Alter von 47 Jahren beim Großen Preis von Deutschland. 1956 beendete er seine Rennfahrerkarriere und versuchte sich danach als Autohändler, Fahrlehrer und Karosseriedesigner bei seinem Onkel Pinin Farina.
Nino Farina starb am 30. Juni 1966 im Alter von 59 Jahren bei einem Verkehrsunfall. Er war in seinem Lotus Cortina auf dem Weg von Turin nach Reims, wo am folgenden Wochenende der Großen Preis von Frankreich stattfand. Bei Aiguebelle nahe Chambery geriet sein Wagen in einer Kurve ins Schleudern und prallte gegen einen Telegrafenmast. Er wurde auf dem Cimitero monumentale di Torino an der Seite seines Vaters Giovanni und seines Onkels Battista, der Anfang April 1966 gestorben war, beigesetzt.

## Statistik

### Vorkriegs-Grand-Prix-Ergebnisse
| Saison | 1         | 2   | 3   | 4   | 5         | 6   | 7 | Punkte | Position |
| ------ | --------- | --- | --- | --- | --------- | --- | - | ------ | -------- |
| 1935   |           |     |     |     |           |     |   | 51     | 21.      |
| 1935   | DNF       |     |     |     | 8         | DNS |   | 51     | 21.      |
| 1936   |           |     |     |     |           |     |   | 26     | 14.      |
| 1936   | DNF / 5 1 |     | DNF | DNF |           |     |   | 26     | 14.      |
| 1937   |           |     |     |     |           |     |   | 28     | 7.       |
| 1937   |           | DNF | 6   | DNF | DNF / 7 2 |     |   | 28     | 7.       |
| 1938   |           |     |     |     |           |     |   | 21     | 8.       |
| 1938   |           | DNF | 5   | 2   |           |     |   | 21     | 8.       |
| 1939   |           |     |     |     |           |     |   | 25     | 13.      |
| 1939   | DNF       |     |     | 7   |           |     |   | 25     | 13.      |

| Legende  | Legende                                                                   | Legende                                                                   |           |
| Farbe    | Bedeutung                                                                 | Bedeutung                                                                 | EM-Punkte |
| -------- | ------------------------------------------------------------------------- | ------------------------------------------------------------------------- | --------- |
| Gold     | Sieg                                                                      | Sieg                                                                      | 1         |
| Silber   | 2. Platz                                                                  | 2. Platz                                                                  | 2         |
| Bronze   | 3. Platz                                                                  | 3. Platz                                                                  | 3         |
| Grün     | Klassifiziert, mehr als 75% der Renndistanz zurückgelegt                  | Klassifiziert, mehr als 75% der Renndistanz zurückgelegt                  | 4         |
| Blau     | nicht punkteberechtigt, zwischen 50% und 75% der Renndistanz zurückgelegt | nicht punkteberechtigt, zwischen 50% und 75% der Renndistanz zurückgelegt | 5         |
| Violett  | nicht punkteberechtigt, zwischen 25% und 50% der Renndistanz zurückgelegt | nicht punkteberechtigt, zwischen 25% und 50% der Renndistanz zurückgelegt | 6         |
| Rot      | nicht punkteberechtigt, weniger als 25% der Renndistanz zurückgelegt      | nicht punkteberechtigt, weniger als 25% der Renndistanz zurückgelegt      | 7         |
| Farbe    | Abkürzung                                                                 | Bedeutung                                                                 | EM-Punkte |
| Schwarz  | DSQ                                                                       | disqualifiziert (disqualified)                                            | 8         |
| Weiß     | DNS                                                                       | nicht gestartet (did not start)                                           | 8         |
| Weiß     | DNA                                                                       | nicht erschienen (did not arrive)                                         | 8         |
| sonstige | P/fett                                                                    | Pole-Position                                                             | 8         |
| sonstige | SR/kursiv                                                                 | Schnellste Rennrunde                                                      | 8         |
| sonstige | DNF                                                                       | Rennen nicht beendet (did not finish)                                     | 8         |

### Statistik in der Automobil-Weltmeisterschaft

#### Grand-Prix-Siege
- 1950:  Großbritannien (Silverstone)
- 1950:  Schweiz (Bremgarten)
- 1950:  Italien (Monza)
- 1951:  Belgien (Spa-Francorchamps)
- 1953:  Deutschland (Nürburg)

#### Einzelergebnisse
| Saison | 1   | 2   | 3   | 4     | 5   | 6       | 7   | 8 | 9 |
| ------ | --- | --- | --- | ----- | --- | ------- | --- | - | - |
| 1950   |     |     |     |       |     |         |     |   |   |
| 1      | DNF |     | 1   | 4     | 7   | 1       |     |   |   |
| 1951   |     |     |     |       |     |         |     |   |   |
| 3      |     | 1   | (5) | (DNF) | DNF | DNF/3 1 | 3   |   |   |
| 1952   |     |     |     |       |     |         |     |   |   |
| DNF 2  |     | 2   | 2   | 6     | 2   | 2       | (4) |   |   |
| 1953   |     |     |     |       |     |         |     |   |   |
| DNF    |     | 2   | DNF | (5)   | (3) | 1       | 2   | 2 |   |
| 1954   |     |     |     |       |     |         |     |   |   |
| 2      |     | DNF |     |       |     |         |     |   |   |
| 1955   |     |     |     |       |     |         |     |   |   |
| 3/2 3  | 4   |     | 3   |       |     | DNS     |     |   |   |
| 1956   |     |     |     |       |     |         |     |   |   |
|        |     | DNQ |     |       |     |         |     |   |   |

| Legende  | Legende            | Legende                                                          |
| Farbe    | Abkürzung          | Bedeutung                                                        |
| -------- | ------------------ | ---------------------------------------------------------------- |
| Gold     | –                  | Sieg                                                             |
| Silber   | –                  | 2. Platz                                                         |
| Bronze   | –                  | 3. Platz                                                         |
| Grün     | –                  | Platzierung in den Punkten                                       |
| Blau     | –                  | Klassifiziert außerhalb der Punkteränge                          |
| Violett  | DNF                | Rennen nicht beendet (did not finish)                            |
| Violett  | NC                 | nicht klassifiziert (not classified)                             |
| Rot      | DNQ                | nicht qualifiziert (did not qualify)                             |
| Rot      | DNPQ               | in Vorqualifikation gescheitert (did not pre-qualify)            |
| Schwarz  | DSQ                | disqualifiziert (disqualified)                                   |
| Weiß     | DNS                | nicht am Start (did not start)                                   |
| Weiß     | WD                 | zurückgezogen (withdrawn)                                        |
| Hellblau | PO                 | nur am Training teilgenommen (practiced only)                    |
| Hellblau | TD                 | Freitags-Testfahrer (test driver)                                |
| ohne     | DNP                | nicht am Training teilgenommen (did not practice)                |
| ohne     | INJ                | verletzt oder krank (injured)                                    |
| ohne     | EX                 | ausgeschlossen (excluded)                                        |
| ohne     | DNA                | nicht erschienen (did not arrive)                                |
| ohne     | C                  | Rennen abgesagt (cancelled)                                      |
| ohne     | keine WM-Teilnahme |                                                                  |
| sonstige | P/fett             | Pole-Position                                                    |
| sonstige | 1/2/3/4/5/6/7/8    | Punktplatzierung im Sprint-/Qualifikationsrennen                 |
| sonstige | SR/kursiv          | Schnellste Rennrunde                                             |
| sonstige | *                  | nicht im Ziel, aufgrund der zurückgelegten Distanz aber gewertet |
| sonstige | ()                 | Streichresultate                                                 |
| sonstige | unterstrichen      | Führender in der Gesamtwertung                                   |

#### Rekorde
- Ältester Fahrer, der eine Pole-Position erzielt hat (47 Jahre und 79 Tage)

### Le-Mans-Ergebnisse
| Jahr | Team             | Fahrzeug      | Teamkollege   | Platzierung     | Ausfallgrund |
| ---- | ---------------- | ------------- | ------------- | --------------- | ------------ |
| 1953 | Scuderia Ferrari | Ferrari 340MM | Mike Hawthorn | Disqualifiziert |              |

### Einzelergebnisse in der Sportwagen-Weltmeisterschaft
| Saison | Team             | Rennwagen                   | 1   | 2   | 3   | 4   | 5   | 6   | 7   |
| ------ | ---------------- | --------------------------- | --- | --- | --- | --- | --- | --- | --- |
| 1953   | Scuderia Ferrari | Ferrari 340MM Ferrari 375MM | SEB | MIM | LEM | SPA | NÜR | RTT | CAP |
| 1953   | Scuderia Ferrari | Ferrari 340MM Ferrari 375MM |     | DNF | DNF | 1   | 1   |     |     |
| 1954   | Scuderia Ferrari | Ferrari 375 Plus            | BUA | SEB | MIM | LEM | RTT | CAP |     |
| 1954   | Scuderia Ferrari | Ferrari 375 Plus            | 1   |     | DNF |     |     |     |     |